# 越前打刃物
越前打刃物（えちぜんうちはもの）は、福井県越前市で生産される刃物。経済産業大臣指定伝統的工芸品に指定されている。

## 歴史
1337年（南北朝時代）京都の来派の刀匠千代鶴國安が刀剣製作に適した地を求め、府中（現越前市）に来往し、刀剣制作のかたわら近郷の農民のために鎌を作ったことがはじまりと伝わる。
江戸時代には福井藩の保護政策により鍛冶屋町、問屋街が整備され、株仲間も組織されるなど地場産業として発展。背景には越前漆器に携わる漆かき職人が、全国を旅した折に持参して歩いたことも販路拡大につながったとの分析もある。江戸時代中期には越前鎌が全国一の生産量を誇るまでになった。
明治以降は製造機械と科学的な技術の導入により生産性が増加し、1979(昭和54)年1月、通商産業大臣(現・経済産業大臣)によって、刃物としては日本初の国の伝統的工芸品に指定。2007(平成19)年11月、特許庁の地域団体商標に登録された。商標登録番号は第5093225号。地域団体商標の権利者は、越前打刃物産地協同組合連合会。

## 製法
1. 成形は、刃物鋼を炉で熱し、鎚打ちによる打ち延ばし及び打ち広げをすることにより行うこと[1]。
2. もろ刃包丁の「打ち広げ」は、二枚重ねにより行うこと[1]。
3. 鎌及び鉈にあっては、「樋」を付けること[1]。
4. 焼入れは、「泥塗り」を行い急冷すること[1]。
5. 「刃付け」、「研ぎ」及び「仕上げ」は、手作業によること[1]。
6. 包丁の仕上げには、「ぼかし」を付けること[1]。